# Przemysław Wiśniewski
Przemysław Wiśniewski (ur. 27 lipca 1998 w Zabrzu) – polski piłkarz występujący na pozycji obrońcy, od 2023 zawodnik włoskiego klubu Spezia Calcio.
Syn Jacka (ur. 1974) i bratanek Dariusza (ur. 1972), także piłkarzy.